# Smolenskaïa (métro de Moscou, ligne Arbatsko-Pokrovskaïa)
Pour les articles homonymes, voir Smolenskaïa.
Smolenskaïa (en russe : Смоле́нская et en anglais : Smolenskaya) est une station de la ligne Arbatsko-Pokrovskaïa (ligne 3 bleue) du métro de Moscou. Elle est située sur le territoire de l'arrondissement Arbat dans le district administratif central de Moscou.

## Situation sur le réseau
Établie en souterrain, à 50 mètres sous le niveau du sol, la station Smolenskaïa est située au point 27+28 de la ligne Arbatsko-Pokrovskaïa (ligne 3 bleue), entre les stations Arbatskaïa (en direction de Chtchiolkovskaïa), et Kievskaïa (en direction de Piatnitskoïe chosse).

## Histoire
La station Smolenskaïa est mise en service le 5 avril 1953, lors de l'ouverture à l'exploitation de la section de Kievskaïa à Plochtchad Revolioutsii.

## Patrimoine
La station Smolenskaïa a un seul vestibule terrestre - oriental. Il est disposé dans la cour de la maison 54 de la rue Arbat. L'arc avec la sortie vers l'Anneau de Jardin aussi entre dans la composition du vestibule.

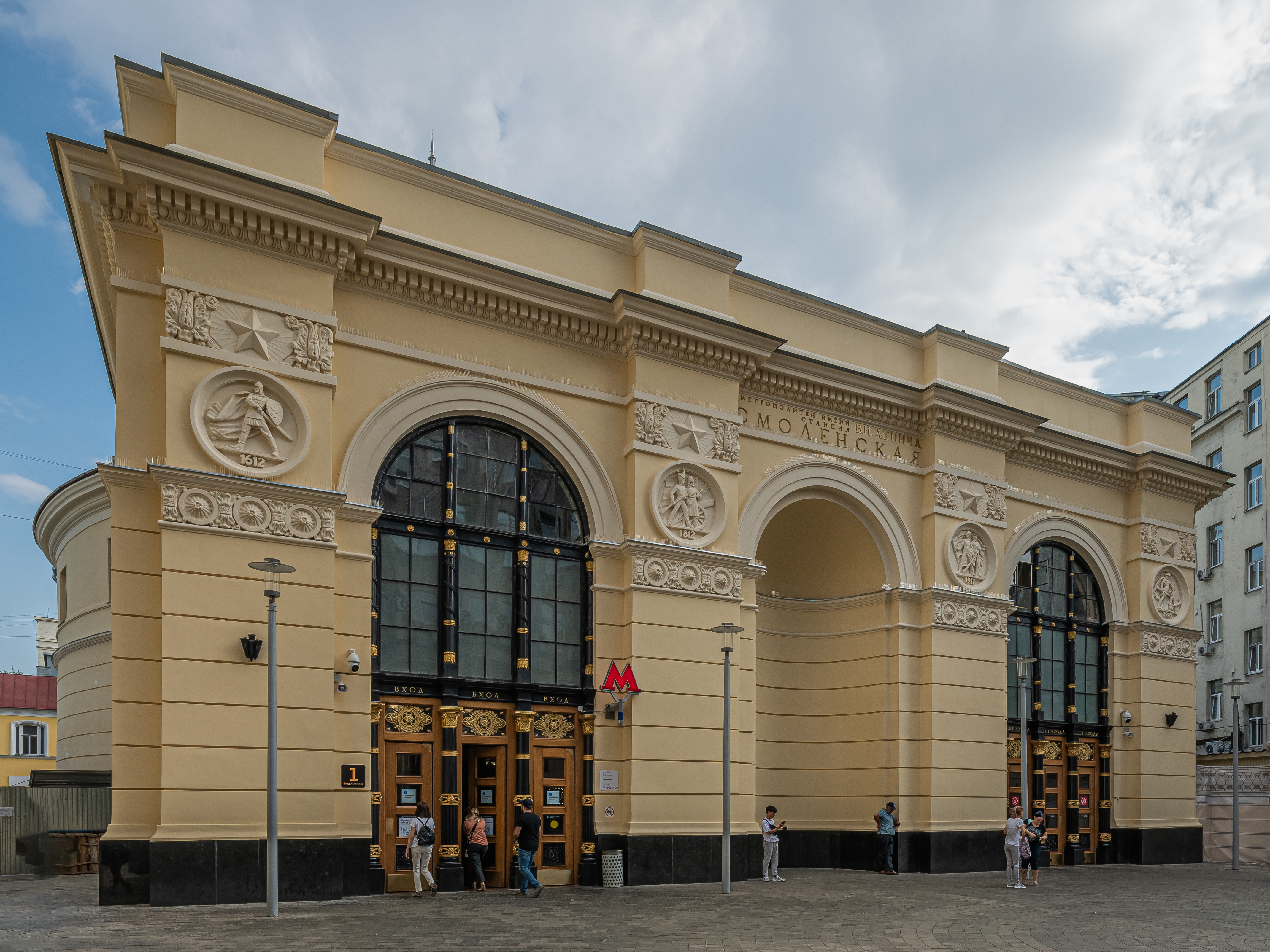
Vestibule de la station en dehors

## Projets
Cette station permettra la liaison avec la future station Pliouchtchikha de la ligne Kalininsko-Solntsevskaïa (ligne 8 jaune).